# Tretton (film)
Tretton  (engelska: Thirteen) är en amerikansk-brittisk dramafilm som hade biopremiär i USA den 20 augusti 2003. Filmen regisserades av Catherine Hardwicke som också skrivit manus tillsammans med Nikki Reed, vars liv som trettonåring gav inspiration till filmen. åldersgräns 7 år.

## Handling
Filmen utspelar sig i Los Angeles. Tracy Freeland är mammas lilla flicka och är duktig i skolan men när Tracy börjar umgås med skolans populäraste tjej, Evie Zamora, förändras allt. Sprit, droger, sex och brottslighet blir plötsligt vardag, något som sätter sina spår i den redan hårt åtsatta familjen Freeland.

## Rollista
| Holly Hunter       | – Melanie Freeland      |
| Evan Rachel Wood   | – Tracy Louise Freeland |
| Nikki Reed         | – Evie Zamora           |
| Jeremy Sisto       | – Brady                 |
| Brady Corbet       | – Mason Freeland        |
| Deborah Kara Unger | – Brooke LaLaine        |
| Kip Pardue         | – Luke                  |
| Sarah Clarke       | – Birdie                |
| D.W. Moffett       | – Travis                |
| Vanessa Hudgens    | – Noel                  |

### Fotnoter
1. 1 2  läs online, Internet Movie Database , läst: 28 april 2016.[källa från Wikidata]
2. ↑  läs online, www.metacritic.com , läst: 28 april 2016.[källa från Wikidata]
3. ↑  läs online, www.adorocinema.com , läst: 28 april 2016.[källa från Wikidata]
4. ↑  läs online, stopklatka.pl , läst: 28 april 2016.[källa från Wikidata]
5. ↑  läs online, www.interfilmes.com , läst: 28 april 2016.[källa från Wikidata]
6. 1 2 3 4  Internet Movie Database, läs online.[källa från Wikidata]
7. ↑  läs online, www.boxofficemojo.com .[källa från Wikidata]
8. ↑  läs online, www.kinokalender.com , läst: 15 februari 2018.[källa från Wikidata]
9. ↑  Tretton, Svensk Filmdatabas, Svenska Filminstitutet, läs online, läst: 27 juli 2020.[källa från Wikidata]
10. ↑  läs online, www.filmaffinity.com .[källa från Wikidata]
11. ↑  ”Thirteen” (på engelska). Box Office Mojo. 20 augusti 2003. http://www.boxofficemojo.com/movies/?id=thirteen.htm. Läst 10 september 2016.